# Xi'an Y-7
Xi'an Y-7 ( кит. спр. 运-7, піньїнь: Yùn-qī, акад. Юнь-ци    , від кит. спр. 运输机, піньїнь: yùn shū jī, акад. юнь шу цзи   , «транспортний літак») — китайський турбогвинтовий літак, ліцензійна копія радянського Ан-24. Пізніше виникла також військово-транспортна модифікація, отримана шляхом зворотної розробки Ан-26. Випускався на Сіаньському авіазаводі.

## Історія розробки

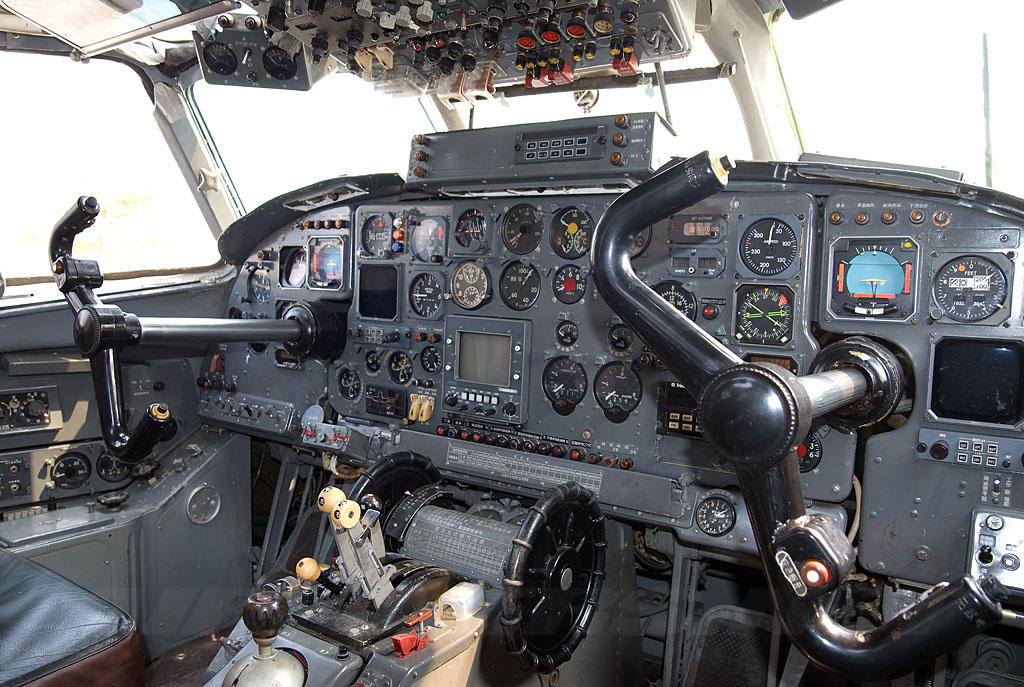
Панель приладів Y-7-100.

Китайська Народна Республіка стала закуповувати Ан-24 незабаром після початку їх виробництва в СРСР, і через якийсь час уклала ліцензійний договір на самостійне будівництво цих літаків та їх двигунів. Початок проекту було покладено у 1966 році. Перший китайський транспортний Ан-24, який одержав індекс Y-7, піднявся в небо 25 грудня 1970 року. Через руйнівний ефект, наданий на економіку КНР Культурною революцією, серійне виробництво літаків затрималося до 1977 року, а постачання почалися тільки в 1984.
Літак, що мав ЗСУ та повний ряд вікон, конструкційно відповідав модифікації Ан-24РВ. Машини моторизувалися одновальними турбогвинтовими двигунами Dongan WJ-5A1, заснованими на радянських АІ-24А. Переважна більшість поставок, в основному в транспортній конфігурації, припадала на ВПС НВАК, проте, вироблялися і пасажирські версії для CAAC. В 1992 шляхом зворотної розробки Ан-26 була створена також військово-транспортна версія Y-7H з вантажною рампою.
В 2000 перший політ здійснив літак Xi'an MA60, що став результатом глибокої модернізації Y-7.

## Технічні характеристики
Основні характеристики
- Довжина:
- Висота:
- Розмах крила:

Льотні характеристики
Технічні характеристики
- Екіпаж: 3—5 чоловік
- Пасажиромістність: 48—52 чоловік
- Вантажопідйомність: 5500 кг
- Довжина: 24,218 м
- Розмах крила: 29,666 м
- Висота: 8,553 м
- Площа крила: 75,26 м²
- Профіль крила: ЦАГИ-С5[1]
- Маса порожнього: 14 988 кг
- Максимальна злітна маса: 21 800 кг
- Силова установка: 2 × ТВД Dongan WJ5A, ДСУ 1 × PY19A-300
- Потужність двигунів: 2 × 2400 лс

(2 × 1790 кВт)
- Повітряний гвинт: Baoding J-16-G10A
- Діаметр гвинта: 3,90 м

Льотні характеристики
- Максимально допустима швидкість: 503 км/год (приборна швидкість)
- Крейсерська швидкість: 423 км/год (на висоті 6000 м)
- Практична дальність: 910 км
- Перегоночна дальність: 1 982 км
- Практична стеля: 8 750 м

## Модифікації
| Назва моделі           | Короткі характеристики, відмінності. |
| ---------------------- | --- |
| Xi'an Y-7E             | варіант з потужнішими двигунами. |
| Xi'an Y-7H /Y-14       | (Від кит. спр. 货, піньїнь: huò, акад. хо - "вантажний") Військово-транспортний варіант з вантажною рампою для ВПС КНР. Створено 1992 року шляхом зворотної розробки Ан-26. |
| Xi'an Y7H-500          | Цивільний варіант Y-7H, сертифікований у 1994 році. |
| Xi'an Y-7-100          | Покращена версія, розроблена спільно з HAECO . Отримала нову кабіну, покращений салон на 52 пасажири, авіоніку від західних виробників, а також закінчування крила. Розмір льотного екіпажу скорочено до 3 осіб. |
| Xi'an Y-7-100C1        | Модернізація обладнання, 5 членів екіпажу. |
| Xi'an Y-7-100C2        | Модернізація обладнання, 5 членів екіпажу. |
| Xi'an Y-7-100C3        | Модернізація обладнання, 5 членів екіпажу. |
| Xi'an Y-7-200          | Нова авіоніка. Без закінчень крила. |
| Xi'an Y-7-200A         | Варіант з двигунами Pratt & Whitney PW127C . |
| Xi'an Y-7-200B         | Подовжена на 74 см версія з двигунами WJ5A-1G для китайського внутрішнього ринку. |
| Xi'an HYJ-7            | (Від кит. спр. 轰炸机/运输/教练机, піньїнь: hōng zhà jī / yùn shū / jiào liàn jī — «бомбардувальник/транспорт/тренувальний») тренувальний літак для підготовки екіпажів бомбардувальників H-6 . Обладнаний бомбовим прицілом HM-1A, радіолокаційним навігаційно-прицільним комплексом та комбінованою системою навігації TNL-7880. |
| Xi'an MA60             | глибока модернізація Y-7, що відповідає регламентам Об'єднаної авіаційної влади, створена з метою залучення іноземних покупців. |
| Xi'an Y-7G             | військовий варіант MA60 для ВПС КНР. |
| Xi'an JZY-01/Y-7 AWACS | (Від кит. спр. 舰载预, піньїнь: jiàn zài yù — «палубний літак ДРЛО») — експериментальний палубний літак ДРЛОіУ . Подібно Grumman E-2 Hawkeye, мав чотирикільове вертикальне оперення і крило, що складається . |

## Аварії та катастрофи
Станом на 15 листопада 2020 року в результаті катастроф і серйозних аварій було втрачено 10 літаків Xi'an Y-7 (включаючи модель Ксіан MA60). Yunshuji Y-7 намагалися викрасти 2 рази, при цьому загинула 1 людина. Загалом у цих подіях загинули 117 людей.
| Дата       | Бортовий номер | Місце події                     |           | Опис |
| ---------- | -------------- | ------------------------------- | --------- | --- |
| 05.04.1996 | 5T-MAF         |                                 | 8/9       | |
| 12.05.1998 | 5T-MAG         | біля міста Нема                 | 39/42     | Y-7-100C ВПС Мавританії. Після зльоту потрапив у курну бурю |
| 22.06.2000 | B-3479         | село Ситай, район Ханьян, Ухань | 7+42/42   | При спробі сісти в аеропорту Уханя в поганих метеоумовах літак Y-7-100C, що виконував рейс WU343 Wuhan Airlines, потрапив у зсув вітру і зазнав блискавки. В результаті лайнер зруйнувався у повітрі, уламки впали біля села Ситай. Загинули всі 42 особи на борту і ще 7 на землі . |
| 21.11.2005 | XU-072         |                                 | 0/65      | |
| 19.10.2006 | н. буд.        | округ Хеншуй, Хебей             | 2/н. буд. | Борт ВПС КНР. Аварійна посадка на пшеничне поле, загинуло 2 особи. |
| 11.01.2009 | RP-C8893       |                                 | 0/27      | Xi'an MA60 |
| 03.11.2009 | Z-WPJ          |                                 | 0/38      | Xi'an MA60 |
| 07.05.2011 | PK-MZK         |                                 | 25/25     | Xi'an MA60 |
| 10.06.2013 | PK-MZO         |                                 | 0/50      | Xi'an MA60 |
| 10.05.2015 | B-3476         |                                 | 0/52      | Xi'an MA60 |

## Експлуатанти

### Нинішні
КНР
- Військово-повітряні сили Китайської Народної Республіки

### Колишні
Камбоджа
- Phnom Penh Airways
- President Airlines

 Іран
- Військово-повітряні сили Ісламської Республіки Іран

 Лаос
- Lao Airlines
- Військово-повітряні сили Лаосу

 Мавританія
- Військово-повітряні сили Мавританії

 КНР
- Air Changan
- Air China
- China Eastern Airlines
- China General Aviation
- China Great Wall Airlines
- China Northern Airlines
- China Southern Airlines
- Civil Aviation Flight University of China
- People's Liberation Army Air Force
- Shanxi Airlines
- Sichuan Airlines
- Wuhan Airlines
- Zhongyuan Airlines

 Зімбабве
- Air Zimbabwe

## Пам'ятники
- B-3471 і B-3456, збережені в Китайському музеї цивільної авіації в Пекіні ( 40°0′58.5″ пн. ш. 116°32′3.4″ сх. д. / 40.016250° пн. ш. 116.534278° сх. д. 40°0′58.5″ пн. ш. 116°32′3.4″ сх. д. / 40.016250° пн. ш. 116.534278° сх. д. 40°0′58.5″ пн. ш. 116°32′3.4″ сх. д. / 40.016250° пн. ш. 116.534278° сх. д. ).
- B-3475 (з хибним бортовим «1226»), на стоянці біля ринку Шили Хе Тяньцзяо в Пекіні ( 39°51′41.7″ пн. ш. 116°27′25.8″ сх. д. / 39.861583° пн. ш. 116.457167° сх. д. 39°51′41.7″ пн. ш. 116°27′25.8″ сх. д. / 39.861583° пн. ш. 116.457167° сх. д. 39°51′41.7″ пн. ш. 116°27′25.8″ сх. д. / 39.861583° пн. ш. 116.457167° сх. д. ).
- B-3497 біля аеропорту Шуанлю міста Ченду, перед будинком штаб-квартири Sichuan Airlines ( 30°35′10″ пн. ш. 103°57′31.5″ сх. д. / 30.58611° пн. ш. 103.958750° сх. д. 30°35′10″ пн. ш. 103°57′31.5″ сх. д. / 30.58611° пн. ш. 103.958750° сх. д. 30°35′10″ пн. ш. 103°57′31.5″ сх. д. / 30.58611° пн. ш. 103.958750° сх. д. ).